# Konrad Libicki

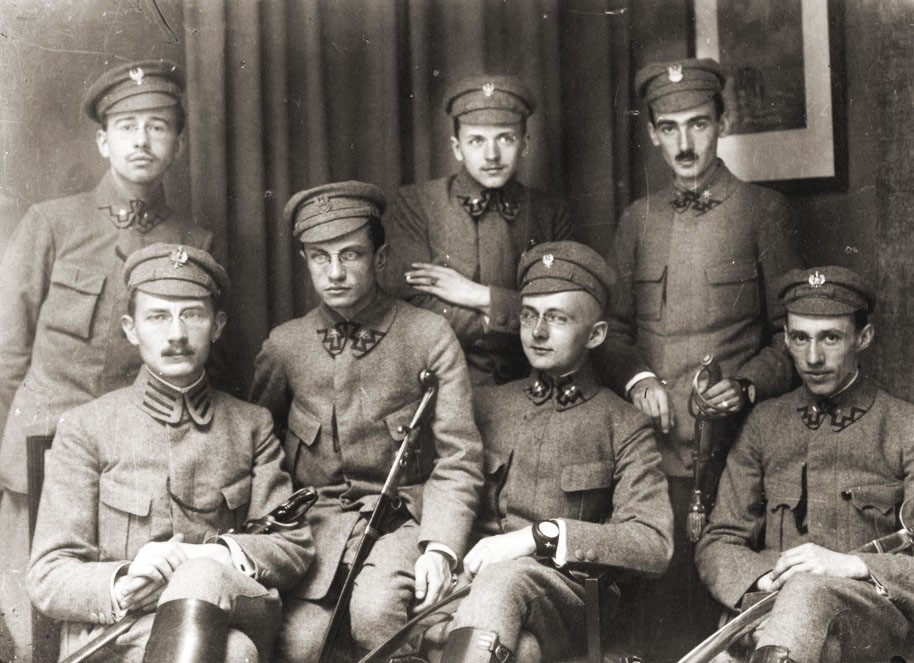
Komenda Naczelna POW w roku 1914. Stoją od lewej: Ppor. Aleksander Tomaszewski, ppor. Marian Zyndram-Kościałkowski, ppor. Wacław Jędrzejewicz. Siedzą od lewej: sierż. Dezyderiusz Zawistowski, ppor. Konrad Libicki, por. Tadeusz Żuliński, ppor. Bogusław Miedziński

Konrad Libicki, ps. „Bujno” (ur. 23 sierpnia 1891 w Warszawie, zm. 25 grudnia 1980 w Londynie) – podpułkownik dyplomowany piechoty Wojska Polskiego, działacz niepodległościowy, kawaler Orderu Virtuti Militari, dyplomata, poseł polski w Estonii, dyrektor naczelny Polskiej Agencji Telegraficznej (1933–1938), dyrektor naczelny Polskiego Radia (1938–1939), współzałożyciel i wiceprezes Instytutu Józefa Piłsudskiego w Londynie.

## Życiorys
Urodził się w rodzinie Stanisława, prawnika, i Olimpii z Hinterhoffów . W 1909 zdał egzamin maturalny w Gimnazjum gen. Pawła Chrzanowskiego. Członek „PET”-u, od 1910 członek ZMP „Zet”, od 1911 Związku Walki Czynnej. Studiował początkowo literaturę i historię na Uniwersytecie Jagiellońskim, od 1913 we Francji – na Sorbonie i w École pratique des hautes études. Interesował się literaturą francuską, tłumaczył na język polski m.in. Charles’a Baudelaire’a.
Po wybuchu I wojny światowej powrócił do Polski. W październiku 1914 został członkiem Komendy Naczelnej Polskiej Organizacji Wojskowej, od stycznia 1915 kierował warszawską POW, od sierpnia 1915 do października 1916 służył w I Brygadzie Legionów Polskich, następnie powrócił do POW. Od października 1916 do sierpnia 1917 kierował Komendą POW Okręgu „E” z siedzibą w Radomiu. Zaprzyjaźniony z Józefem Piłsudskim.
15 września 1918 zawarł związek małżeński z Natalią Borszewską.
Po odzyskaniu niepodległości w 1918 służył w Wojsku Polskim, w Oddziale II Sztabu Generalnego. 17 maja 1922 odznaczono go orderem wojskowym „Virtuti Militari” V klasy. Z dniem 2 listopada 1923 został przydzielony do macierzystego 63 pp z jednoczesnym odkomenderowaniem na jednoroczny kurs doszkolenia w Wyższej Szkole Wojennej w Warszawie. Z dniem 15 października 1924, po ukończeniu kursu i otrzymaniu dyplomu naukowego oficera Sztabu Generalnego, został przydzielony do dyspozycji ministra spraw wojskowych. Z dniem 1 listopada 1924 został mianowany attaché wojskowym przy Poselstwie Polskim w Helsingforsie. 1 grudnia 1924 roku został mianowany majorem ze starszeństwem z 15 sierpnia 1924 roku i 47. lokatą w korpusie oficerów piechoty. Z dniem 31 marca 1927 został przeniesiony w stan nieczynny na 12 miesięcy, bez poborów. W grudniu tego roku został przeniesiony do kadry oficerów piechoty z pozostawieniem w stanie nieczynnym. Z dniem 31 marca 1928 przedłużono mu stan nieczynny o kolejnych 12 miesięcy. Z dniem 31 maja 1929 został przeniesiony do rezerwy.
W 1927 został pracownikiem Ministerstwa Spraw Zagranicznych. Od 1 maja 1927 do 19 kwietnia 1929 kierował Wydziałem Prasowym Departamentu Politycznego MSZ. Od kwietnia 1929 do lipca 1933 był posłem RP w Estonii. W 1933 został dyrektorem naczelnym Polskiej Agencji Telegraficznej, od listopada 1935 był prezesem rady nadzorczej Polskiego Radia SA, od września 1938 dyrektorem naczelnym Polskiego Radia.
Po wybuchu II wojny światowej przez Rumunię przedostał się do Francji, a następnie w Wielkiej Brytanii, w latach 1940–1942 przebywał w obozie w Rothesay. W 1944 został mianowany podpułkownikiem .
Po wojnie pozostał na emigracji. Pracował w redakcji Reutera. Był współzałożycielem Instytutu Józefa Piłsudskiego w Londynie i jego wiceprezesem. Wspólnie z Janem Starzewskim kierował do połowy lat 80. pismem Niepodległość.

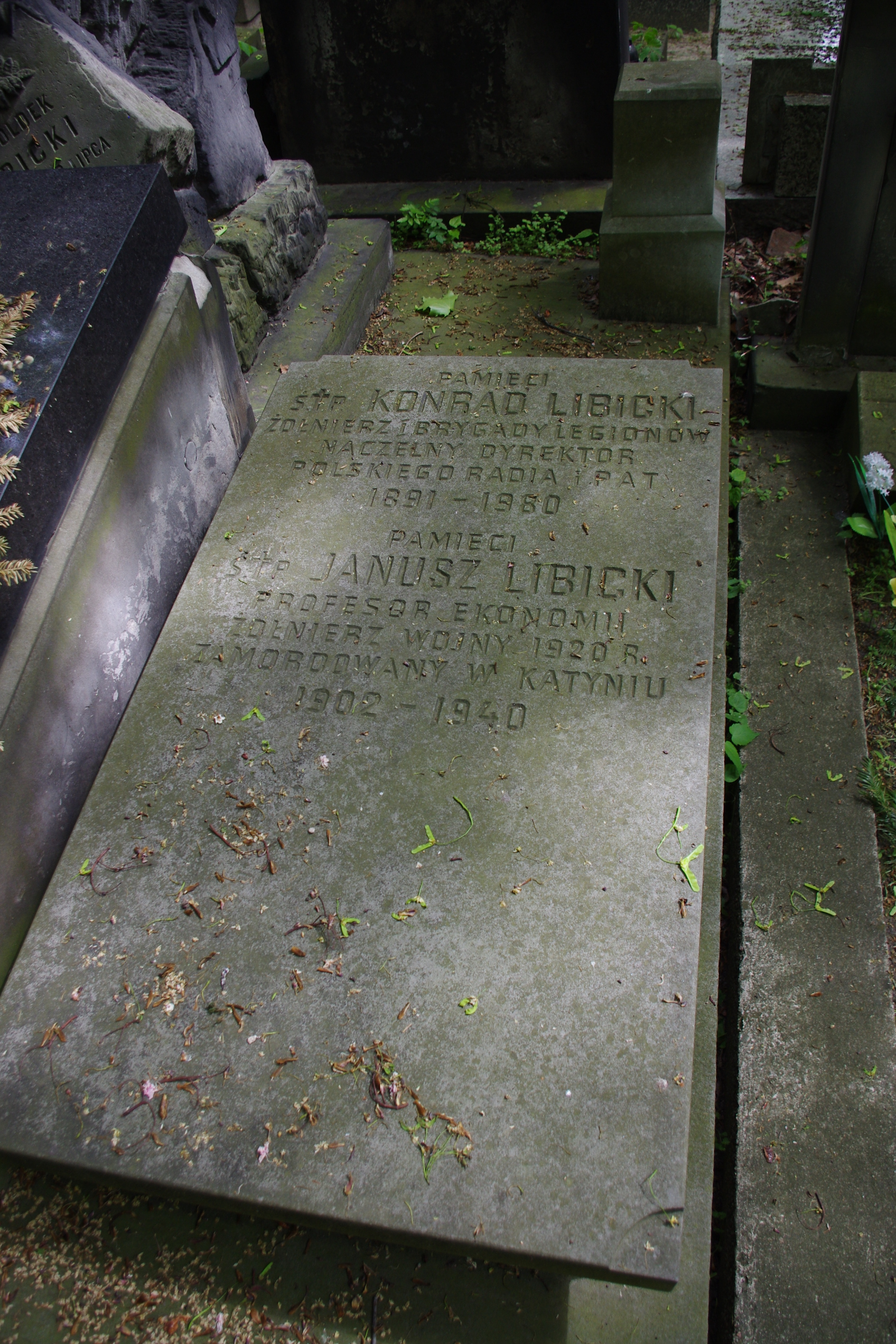
Grób Libickich na Starych Powązkach w Warszawie

Jego symboliczny grób znajduje się na cmentarzu Powązkowskim w Warszawie (kwatera 163-4-19,20).

## Ordery i odznaczenia
- Krzyż Srebrny Orderu Wojskowego Virtuti Militari nr 7567[14][15] (17 maja 1922)[16][17]
- Krzyż Komandorski Orderu Odrodzenia Polski (11 listopada 1937)[18][19][14]
- Krzyż Niepodległości z Mieczami (12 marca 1931)[20][21]
- Krzyż Walecznych trzykrotnie[15][14]
- Złoty Krzyż Zasługi[14]
- Złoty Wawrzyn Akademicki (5 listopada 1938)[22]
- Wielka Wstęga Orderu Krzyża Orła (Estonia)[23]
- Wielki Oficer Orderu Trzech Gwiazd (Łotwa)[15].
- Komandor Orderu Legii Honorowej (Francja)[15][24]
- Komandor Orderu Białej Róży Finlandii (Finlandia)[15]
- Order Krzyża Wolności I klasy (Estonia)[15]